# Sartorius úr házai
Sartorius úr házai (1892) (Widowers' Houses) George Bernard Shaw, a híres Nobel-díjas ír drámaíró első színházi darabja. 
Magyarországon először a Nemzeti Színházban mutatták be a darabot Szerelmi házasság címen , Békés István fordításában, 1947. október 6.-án. A darabot Gellért Endre rendezte, Rátkai Márton (Sartorius), Bánky Zsuzsa (Blanche), Gábor Miklós (dr. Harry Trench) és Pataky Miklós (Burgh Cokane) főszereplésével.
Ezt a darabot Shaw Barátságtalan színművek című kötetében adták ki 1898-ban. A kötet címe arra utal, hogy nem a közönség szórakoztatására íródott, ahogy egy viktoriánus színműtől elvárták volna, hanem társadalmi problémákra szerette volna felhívni az emberek figyelmét. A kötetben szereplő másik két darab a Nőcsábász (The Philanderer) és a Warrenné mestersége (Mrs. Warren's Profession) volt.

## Cselekményszál
A három felvonás közül az elsőben egy Harry Trench nevű fiatal orvos és barátja William Cokane a Rajna menti Remagenben nyaral. Megtudjuk, hogy Trench szerelmes Blanche-ba, az üzletember Sartorius úr lányába, akit el is jegyez. A második jelenet úgy kezdődik, hogy Sartorius beszél Lickcheese úrral, akit ő pénzbeszedőként alkalmaz. Trench és Cokane is megérkeznek és Trench észreveszi, hogy Sartorius abból szerzi a pénzét, hogy szegény embereknek ad ki nyomorúságos állapotban lévő házakat. Ezt visszataszítónak találja és figyelmezteti Blanche-ot, hogy próbáljon megélni saját keresetéből nem pedig az apjáéból. Veszekednek és bár Sartorius meggyőzi Trenchet, hogy végsősoron az ő pénze legalább olyan „mocskos” bevételi forrásból származik, Blanche engesztelhetetlen. A harmadik felvonásban Trench, Cokane és Lickcheese vissza megy Sartorius házába, hogy megvitassa az üzleti vállalkozást valamint Trench és Blanche végül kibékülnek.

## Magyarul
- Szerelmi házasság. Színjáték; ford. Békés István; Parnasszus, Budapest, 1947 (Parnasszus könyvtár)
- Öt színdarab; ford. Ottlik Géza, Réz Ádám, bev. Háy Gyula; Szépirodalmi, Budapest, 1952
  - Barbara őrnagy
  - Fanny első színdarabja
  - Szerelmi házasság
  - Warrenné mestersége
  - Szent Johanna

- A szerelem komédiája. Színmű; ford. Réz Ádám, rendezői utasítás Kovács Gedeon; Bibliotheca, Budapest, 1957 (Népszerű drámák)

## Lásd még
- Angol irodalom